# Zepp
Zepp是日本的连锁live house品牌，由日本索尼音樂娛樂旗下子公司「株式會社Zepp音樂廳網路」（株式会社Zeppホールネットワーク）开发及运营。

## 简介
1997年6月，日本索尼音乐娱乐与愛貝克思集團共同设立了株式会社音乐厅网络（日语：株式会社ホールネットワーク），1998年4月在北海道札幌市开设首家“Zepp Sapporo”Live House。此后在日本各地扩展业务，至2019年，已有札幌、东京、名古屋、大阪、福冈5地共7所Zepp营业，横滨、东京2所建设中。会场主要承担音乐演唱会的举办，同时也有职业摔角、拳击等格斗赛事。
Zepp名称的由齐柏林飞艇（Zeppelin）而来，2000年开业的Zepp Sendai就以降落在都市的飞艇为设计理念。各Zepp内的舞台大小、音响、照明设施也都相同，使演出者可以便利的在多个Zepp间开展巡回演出，被称为“Zepp巡回”。2003年起，每个Zepp都开始使用风力发电所带来的电力。
2005年起，爱贝克思退出，公司归由索尼文化娱乐（SCU）运营，后并入索尼音乐娱乐（SMEJ）。2012年，公司更名为Zepp Live Entertainment，与SMEJ内的演唱会部门整合，并搬至六本木，另新设策划制作部门。2014年公司更为现名，策划制作部门与BACKSTAGE PROJECT合并独立为Zepp Live公司。
2017年，在海外需要开拓支援机构（酷日本基金）的帮助下，于新加坡开出日本以外的首家Zepp，此後在2020年7月開設了第一間直營的海外分館Zepp New Taipei。之後也在吉隆坡拓點。
2024年9月12日，日本索尼音樂娛樂宣佈收購海外需要開拓支援機構所持有公司的49%股份，Zepp成為索尼音樂娛樂的全資子公司。

## 各地设施

### 日本

#### 营业中
| 名称                   | 地点                                             | 开业日期      | 容纳观众人数 |
| ---------------------- | ------------------------------------------------ | ------------- | ------------ |
| Zepp Sapporo           | 北海道札幌市中央区                               | 1998年4月12日 | 2,009人      |
| Zepp DiverCity (TOKYO) | 东京都江东区青海（DiverCity東京內）              | 2012年4月29日 | 2,473人      |
| Zepp Haneda (TOKYO)    | 东京都大田区羽田空港（HANEDA INNOVATION CITY內） | 2020年7月18日 | 2,925人      |
| Zepp Shinjuku (TOKYO)  | 東京都新宿區歌舞伎町（東急歌舞伎町塔內）         | 2023年4月17日 | 1,500人      |
| KT Zepp Yokohama       | 神奈川县横滨市西区（港未來開發區／KT大樓內）     | 2020年3月7日  | 2,146人      |
| Zepp Nagoya            | 爱知县名古屋市中村区（笹島Live24開發區內）       | 2005年3月11日 | 1,792人      |
| Zepp Namba (OSAKA)     | 大阪府大阪市浪速區                               | 2012年4月27日 | 2,530人      |
| Zepp Osaka Bayside     | 大阪府大阪市此花區                               | 2017年2月17日 | 2,801人      |
| Zepp Fukuoka           | 福冈县福冈市中央区（MARK IS 福岡百道內）         | 2018年12月7日 | 1,526人      |

#### 已停业
| 名称               | 地点                           | 开业日期       | 停业日期       | 容纳观众人数 |
| ------------------ | ------------------------------ | -------------- | -------------- | ------------ |
| Zepp Osaka         | 大阪府大阪市住之江區           | 1998年11月24日 | 2012年4月8日   | 2,180人      |
| Zepp Sendai        | 宫城县仙台市宮城野區           | 2000年8月1日   | 2012年7月1日   | 1,567人      |
| Zepp Fukuoka（旧） | 福冈县福冈市中央区             | 1999年6月5日   | 2016年5月9日   | 2,001人      |
| Zepp Tokyo         | 東京都江東區青海（調色板城內） | 1999年3月20日  | 2021年12月31日 | 2,709人      |

### 日本以外

#### 营业中
| 名称              | 地点                                       | 开业日期      | 容纳观众人数 |
| ----------------- | ------------------------------------------ | ------------- | ------------ |
| Zepp New Taipei   | 臺灣新北市新莊區（宏匯廣場內）             | 2020年7月31日 | 2,245人      |
| Zepp Kuala Lumpur | 马来西亚吉隆坡（武吉免登城中城啦啦宝都内） | 2022年5月26日 | 2,414人      |

#### 已停业
| 名称                  | 地点                         | 开业日期     | 容纳观众人数 |
| --------------------- | ---------------------------- | ------------ | ------------ |
| Zepp@BIGBOX Singapore | 新加坡（BIGBOX Singapore內） | 2017年6月5日 | 2,333人      |

## 存廢問題
在1990年代末至2000年代初开业的Zepp，因当时日本经济不景气，大多采用租借土地的方式建设，而在10年左右的契约期满后，面临了被废除的局面。
Zepp Osaka
1998年6月至2009年1月期间，Zepp与大阪市签下契约租用此地块运营，到期后大阪市将收回该土地，因此Zepp Osaka在期满后最终停业。
此后在2012年4月，用来代替的Zepp Namba开业，2017年2月，Zepp Osaka Bayside开业。
Zepp Tokyo
Zepp与东京都签订了12年的土地租借契约，在期满前，Zepp就已买下新址建设新馆。但因2008年世界金融危机爆发，经济状况恶化，东京都的建设规划被迫延期，最终Zepp Tokyo得以保留并继续经营。
Zepp Sendai
Zepp与土地所有者JR东日本仙台支社最初签订的合约到2010年7月末止，双方2008年起就开始续约谈判，但因JR东日本方面有建设规划而难以达成共识。2009年中以当地女大学生为主开始了署名运动，要求保留Zepp。2009年10月宣布合约延长2年，而在2012年新合约到期后，Zepp Sendai被拆除，此后也未能易地新建。
Zepp Fukuoka
2016年因入驻的商业区改造的缘故停业，停业后最初未确定是否再开，经商议后于2018年恢复开业。

## 其他问题

### Zepp Namba（OSAKA）振動問題
- Zepp Namba自开业起，因演出中观众的蹦跳行为使得建筑物震动，并影响至相邻的大楼，引起对方的抗议，Zepp方面摆出提示板要求观众自行克制，但该问题仍时有发生[21]。